# Merviller
Merviller település Franciaországban, Meurthe-et-Moselle megyében. Lakosainak száma 328 fő (2022. január 1.). Merviller Baccarat, Bertrichamps, Brouville, Gélacourt, Montigny, Reherrey, Vacqueville és Veney községekkel határos.

## Népesség
A település népességének változása:
| Lakosok száma | 298  | 316  | 286  | 386  | 377  | 355  | 337  | 324  | 325  | 328  |
|               | 1968 | 1982 | 1990 | 2006 | 2013 | 2015 | 2017 | 2019 | 2020 | 2022 |